# Kajetana Sterni
Kajetana Sterni, właśc. wł. Gaetana Sterni (ur. 26 czerwca 1827 w Cassoli, zm. 26 listopada 1889 w Bassano del Grappa) – włoska kanosjanka, założycielka Zgromadzenia Sióstr Bożej Woli, błogosławiona Kościoła rzymskokatolickiego.
Była jedną z sześciorga dzieci Giovanniego Battisty Sterni i Giovanny Chiuppani. Mając 16 lat wyszła za mąż za wdowca, z którym miała dziecko (wkrótce oboje zmarli). Wstąpiła do klasztoru kanosjanek w Bassano del Grappa, jednak po kilku miesiącach była zmuszona opuścić go i zająć się osieroconym rodzeństwem. W 1853 podjęła pracę w schronisku dla żebraków i bezdomnych w Bassano. W 1860 roku, za radą kapelana przytułku i swojego spowiednika Bartolo Simonetti, prywatnie poświęciła się Bogu i zaczęła wieść życie konsekrowane. W 1865 przystąpiły do niej dwie kobiety, z którymi 20 sierpnia 1865 roku złożyła śluby zakonne. Dało to początek nowemu zgromadzeniu w Bassano pod nazwą Córek Bożej Woli. 19 maja 1875 zasady nowej wspólnoty uznał ówczesny biskup Vicenzy św. Jan Antoni Farina, a dopiero 10 lipca 1934 papież Pius XI zatwierdził je i uznał nowe zgromadzenie pod nazwą Sióstr Bożej Woli (łac. Congregatio Sororum a Divina Voluntate, SDV).

## Kult
Doczesne szczątki błogosławionej wraz ze znaczącą relikwią serca są czczone w kaplicy Domu Generalnego Sióstr Bożej Woli w Bassano del Grappa. Kajetanę Sterni beatyfikował papież Jan Paweł II w dniu 4 listopada 2001 roku.